# Jugoslawische Fußballnationalmannschaft/Europameisterschaften
Der Artikel beinhaltet eine ausführliche Darstellung der jugoslawischen Fußballnationalmannschaft, die von 1959 bis 1992 für die Sozialistische Föderative Republik Jugoslawien bei Europameisterschaften bzw. den Qualifikationen dazu antrat. Jugoslawien konnte sich fünfmal für die Endrunde der Europameisterschaft qualifizieren, durfte aber nur viermal teilnehmen und erreichte zweimal das Finale, konnte aber keins gewinnen. Jugoslawien war Ausrichter der fünften Endrunde 1976, bei der erstmals Elfmeterschießen über den Titel entschieden. Nach den Jugoslawienkriegen und der Unabhängigkeit der meisten Teilrepubliken konnte sich die nur noch aus Serbien und Montenegro bestehende Bundesrepublik Jugoslawien nochmals 2000 für die Endrunde qualifizieren und nahm 2004 als Serbien und Montenegro an der Qualifikation teil. Die Erfolge der jugoslawischen Mannschaft wurden von der UEFA zunächst der Bundesrepublik Jugoslawien, dann Serbien und Montenegro und nun Serbien zugerechnet, das erstmals an der Qualifikation zur EM 2008 teilnahm, sich aber noch nicht qualifizieren konnte.

## Übersicht
Jugoslawien konnte sich sportlich für jede zweite EM-Endrunde qualifizieren, zweimal mit vier Teilnehmern, wobei man einmal Gastgeber wurde, und zweimal mit acht Teilnehmern. Nach der letzten Qualifikation erfolgte aber kurz vor Turnierbeginn der Ausschluss. Jugoslawien wurde durch Dänemark ersetzt, das den Titel gewinnen konnte.
| Jahr | Gastgeberland  | Teilnahme bis …                                                          | Letzte(r) Gegner              | Ergebnis | Trainer           | Bemerkungen und Besonderheiten |
| ---- | -------------- | ------------------------------------------------------------------------ | ----------------------------- | -------- | ----------------- | --- |
| 1960 | Frankreich     | Finale                                                                   | UdSSR                         | 2. Platz | Ljubomir Lovrić   | |
| 1964 | Spanien        | nicht qualifiziert                                                       |                               |          |                   | Im Achtelfinale an Schweden gescheitert.                                                                                              |
| 1968 | Italien        | Finale                                                                   | Italien                       | 2. Platz | Rajko Mitić       | Niederlage im Wiederholungsspiel |
| 1972 | Belgien        | nicht qualifiziert                                                       |                               |          |                   | In der Viertelfinale an der UdSSR gescheitert                                                                                         |
| 1976 | Jugoslawien    | Spiel um Platz 3                                                         | Niederlande                   | Vierter  | Ante Mladinić     | Im Halbfinale an Titelverteidiger Deutschland erst in der Verlängerung gescheitert.                                                   |
| 1980 | Italien        | nicht qualifiziert                                                       |                               |          |                   | In der Qualifikation an Spanien gescheitert                                                                                           |
| 1984 | Frankreich     | Vorrunde                                                                 | Belgien, Dänemark, Frankreich | 8.       | Todor Veselinović | Nach drei Niederlagen als Gruppenletzter ausgeschieden                                                                                |
| 1988 | BR Deutschland | nicht qualifiziert                                                       |                               |          |                   | In der Qualifikation an England gescheitert                                                                                           |
| 1992 | Schweden       | qualifiziert, wg. der Jugoslawienkriege aber vom Turnier ausgeschlossen. |                               |          |                   | Die anderen vorigen Teilrepubliken Jugoslawiens waren gegen die Teilnahme von Serbien und Montenegro an der EM im Namen Jugoslawiens. |

## Endrunden mit vier Teilnehmern

### EM 1960

Aufstellungen im ersten EM-Finale

An der ersten Fußball-Europameisterschaft 1960, die noch als „Europapokal der Nationen“ ausgetragen wurde, wollte auch Jugoslawien teilnehmen und musste dazu im Achtelfinale gegen Bulgarien antreten. Nach einem 2:0 am 31. Mai 1959 in Belgrad, bei dem Milan Galić bereits in der ersten Minute das 1:0 erzielte, konnte das 1:1 in Sofia verkraftet werden, um die nächste Runde zu erreichen.  Im Viertelfinale war dann Portugal der Gegner. Nach einem 1:2 in Oeiras wurde das Rückspiel in Belgrad mit 5:1 gewonnen. Damit hatte Jugoslawien die Endrunde erreicht, die in Frankreich ausgetragen wurde.
Am 6. Juli 1960 fand im Pariser Prinzenparkstadion das erste EM-Endrundenspiel statt und im torreichsten Spiel der EM-Geschichte traf Jugoslawien auf den Gastgeber. Bereits in der 11. Minute brachte Milan Galić die Jugoslawen mit 1:0 in Führung, aber nur eine Minute später glich Jean Vincent aus. Dann dauerte es bis zur 43. Minute bis François Heutte die Franzosen erstmals in Führung brachte und damit ging es in die Pause. In der 53. Minute erhöhte der französische Kapitän Maryan Wisnieski auf 3:1, aber zwei Minuten später gelang den Jugoslawen der Anschlusstreffer. Mit seinem zweiten Tor stellte François Heutte in der 62. Minute den Zweitorevorsprung der Franzosen wieder her, aber damit hatten sie ihr Pulver verschossen, während die Jugoslawen mit drei Toren, davon zwei durch Dražan Jerković das Spiel noch drehten und mit 5:4 ins Finale einzogen. In diesem trafen sie auf Olympiasieger UdSSR, der noch mit vier Spielern aus dem 1956er Kader antrat. Wieder brachte Galić die Jugoslawen mit 1:0 in Führung, diesmal allerdings erst in der 41. Minute. Vier Minuten nach dem Seitenwechsel musste aber der Ausgleich hingenommen werden. Danach gelang keiner Mannschaft die Entscheidung in der regulären Spielzeit, so dass eine Verlängerung notwendig war. Sechs Minuten vor dem Ende der Verlängerung gelang der UdSSR dann der Siegtreffer und sie wurde erster Europapokalsieger. Zwei Monate später konnte Jugoslawien dann aber die olympische Goldmedaille gewinnen, wobei sieben Spieler aus dem EM-Kader dann auch im Olympiakader standen.

### EM 1964
Vier Jahre später wollten schon mehr Mannschaften als 1960 teilnehmen. Daher wurde dem Achtelfinale eine Vorrunde vorgeschaltet. Jugoslawien musste gegen Belgien antreten, gewann das Heimspiel mit 3:2 und das Rückspiel mit 1:0. Im Achtelfinale trafen sie auf Schweden. Nach einem torlosen Remis in Belgrad verloren sie in Malmö mit 2:3 und waren damit ausgeschieden. Schweden scheiterte dann im Viertelfinale an Titelverteidiger Sowjetunion, die damit erneut die Endrunde und das Finale erreichte, dort aber den Titel an Spanien verlor.

### EM 1968

Aufstellungen im ersten Finalspiel

Aufstellungen im zweiten Finalspiel

Für die Fußball-Europameisterschaft 1968 wurden in der Qualifikation erstmals Gruppenspiele angesetzt. Jugoslawien musste gegen Vizeweltmeister Bundesrepublik Deutschland und  Albanien antreten. Im ersten Heimspiel gab es ein 1:0 gegen den Vizeweltmeister und anschließend wurde in Albanien mit 2:0 gewonnen. Das Rückspiel in Deutschland wurde aber mit 1:3 verloren, dann aber gegen Albanien mit 4:0 gewonnen. Da die Deutschen ihr Heimspiel mit 6:0 gegen Albanien gewonnen hatten, reichte ihnen im Rückspiel in Albanien ein 1:0 um die Qualifikation zu schaffen. Obwohl die deutschen mit Peter Meyer den damals führenden Torschützen der Bundesligasaison 1967/68 und mit Hannes Löhr den späteren Torschützenkönig aufgestellt hatten, gelang ihnen kein Tor. Mit dem 0:0 verpassten die Deutschen zum bis heute einzigen Mal eine Qualifikation und Jugoslawien stand im Viertelfinale. In diesem trafen sie auf Frankreich und nach einem 1:1 in Marseille konnten sie mit dem 5:1 im Rückspiel die Endrunde erreichen. Diese fand in Italien statt.
Im Halbfinale am 5. Juni 1968 trafen sie in Florenz auf Weltmeister England, der noch mit 11 Spielern aus dem WM-Kader anreiste. Allerdings mussten die Engländer auf den dreifachen Finaltorschützen Geoff Hurst und Nobby Stiles verzichten, die sich wenige Tage zuvor bei der WM-Revanche und ersten Niederlage gegen Deutschland verletzt hatten. Daher wurde die englische Mannschaft defensiv aufgestellt und 85 Minuten lang neutralisierten sich beide Mannschaften. Dann gelang Dragan Džajić der 1:0-Siegtreffer. Eine Minute später wurde auch noch Alan Mullery als erster Engländer in einem Länderspiel vom Platz gestellt, was es den Jugoslawen erleichterte, das 1:0 über die Zeit zu bringen.
Im Finale trafen die  Jugoslawen auf die Italiener, die in ihrem Halbfinale nach torlosen 120 Minuten gegen die UdSSR das Losglück benötigten. Zwar trafen diesmal auch die Italiener, aber ebenso erneut Džajić für die Jugoslawen zur zwischenzeitlichen Führung, allerdings beide Mannschaften nur je einmal in 120 Minuten. Diesmal gab es aber keinen Losentscheid, sondern ein Wiederholungsspiel zwei Tage später. Dieses gewann Italien mit 2:0 und wurde damit als erste Mannschaft, die zuvor bereits Weltmeister und Olympiasieger geworden war, auch Europameister und zog damit mit Uruguay gleich, das ebenfalls schon Welt- und Südamerikameister sowie Olympiasieger gewesen war.

### EM 1972
Für die EM-Endrunde 1972 konnte sich Jugoslawien dann nicht qualifizieren. In einer Gruppe mit den Niederlanden, der DDR und Luxemburg reichten ihnen drei Siege und drei Remis, um ins Viertelfinale einzuziehen. Hier war wieder mal die Sowjetunion der Gegner. Nach einem torlosen Remis im Heimspiel wurde das Rückspiel mit 0:3 verloren. Die Sowjetunion fuhr damit zur EM-Endrunde nach Belgien, erreichte zwar das Finale, unterlag dort aber einer deutschen Mannschaft, die Traumfußball zelebrierte.

### EM 1976
1976 wurde die Endrunde letztmals mit vier Mannschaften ausgetragen. Jugoslawien musste sich dazu in der Gruppenphase gegen Nordirland, Schweden und Norwegen qualifizieren. Jugoslawien gewann fünf Spiele und verlor nur in Nordirland. Damit wurde die Gruppe souverän gewonnen, da sich die anderen auch noch gegenseitig Punkte abnahmen. Im Viertelfinale war dann Wales der Gegner. Nach einem 2:0 im Heimspiel reichte das 1:1 im Rückspiel um die Endrunde zu erreichen, die die Jugoslawen dann ausrichten durften.
Im Halbfinale trafen sie auf Titelverteidiger und Weltmeister Deutschland und führten nach 30 Minuten mit 2:0. Den Deutschen gelang dann in der 62. Minute zunächst der Anschlusstreffer und in der 82. Minute glich der erst kurz zuvor zu seinem ersten Länderspieleinsatz eingewechselte Dieter Müller zum 2:2 aus. Damit ging es in die Verlängerung, in der Müller noch zwei Tore erzielte, womit ihm als ersten Spieler drei Tore in einem EM-Spiel gelangen. Die Deutschen standen damit erneut im Finale, verloren dieses aber gegen die Tschechoslowakei durch Elfmeterschießen. Jugoslawien traf im kleinen Finale auf Vizeweltmeister Niederlande und verlor mit 2:3 nach Verlängerung. Dabei erzielte Dragan Džajić mit seinem vierten EM-Tor das zwischenzeitliche 2:2. Er ist damit bester jugoslawischer Torschütze bei Europameisterschaften.

## Endrunden mit acht Teilnehmern

### EM 1980
Die Fußball-Europameisterschaft 1980 wurde erstmals mit acht Mannschaften ausgetragen und erstmals stand der Gastgeber vorab fest, so dass er sich nicht qualifizieren musste. Als Ausrichter hatten sich die Bundesrepublik Deutschland, England, Griechenland, Italien, die Niederlande und die Schweiz ins Spiel gebracht. Am 19. Oktober 1977 teilte die UEFA mit, dass England oder Italien die EM ausrichten sollten, und am 12. November 1977 wurde Italien als Ausrichter bekannt gegeben. Jugoslawien scheiterte dem Gesetz der Serie folgend wieder in der Qualifikation, diesmal an Spanien und konnte nur Rumänien und Zypern auf die Plätze verweisen. Spanien kam bei der Endrunde dann nicht über die Vorrunde hinaus.

### EM 1984
In der Qualifikation für die EM 1984 in Frankreich mussten die Jugoslawen in Gruppe 4 gegen Wales, Bulgarien und Norwegen antreten. Die Jugoslawen begannen mit einer Niederlage in Norwegen, verloren dann kein Spiel mehr und wurden mit drei Siegen und zwei Remis Gruppensieger. Die Qualifikation konnten sie aber erst in den beiden letzten Spielen, einem 1:1 in Wales und einem 3:2 gegen Bulgarien sichern.
In Frankreich verloren die Jugoslawen das Auftaktspiel gegen Belgien mit 0:2, verloren dann erstmals ein Spiel gegen Dänemark und mussten mit dem 0:5 ihre höchste EM-Niederlage hinnehmen. Damit hatten sie vor dem letzten Spiel gegen Gastgeber Frankreich keine Chance mehr das Halbfinale zu erreichen. Dennoch gaben die Jugoslawen noch einmal Alles, gingen in der 31. Minute durch Safet Sušić in Führung und hielten diese bis zur 58. Minute. Dann gelang Michel Platini der bis heute einzige lupenreine Hattrick bei einer EM. In der 80. Minute verkürzten die Jugoslawen dann zwar noch einmal auf 2:3, aber zu mehr reichte es nicht. Damit schied Jugoslawien als Gruppenletzter aus und bestritt danach kein EM-Spiel mehr.

### EM 1988
Die Qualifikation für die EM in Deutschland lief wieder entsprechend dem Gesetz der Serie. In einer Gruppe mit England, Nordirland und der Türkei, in der nur die Türken kein Spiel gewannen, wurde Jugoslawien mit vier Siegen und zwei Niederlagen gegen England nur Gruppenzweiter. Die Engländer fuhren zur EM, scheiterten dort aber in der Gruppenphase.

### EM 1992
In der Qualifikation für die EM 1992 traf Jugoslawien auf Dänemark, wieder Nordirland sowie Österreich und die Färöer, die erstmals teilnahmen und überraschend ihr erstes Qualifikationsspiel gegen Österreich gewannen. Jugoslawien verlor dagegen nur das Heimspiel gegen Dänemark, alle anderen Spiele wurden gewonnen. Damit lagen sie am Ende auf Platz 1, da die Dänen in Nordirland nur ein 1:1 erreicht hatten. Jugoslawien war somit für die EM-Endrunde qualifiziert. Kurz vor dem Start der Endrunde wurde Jugoslawien aber aufgrund von UN-Sanktionen als Folge der Jugoslawienkriege ausgeschlossen und Dänemark nachnominiert. Die meisten dänischen Spieler hatten aber nach dem Saisonende der nationalen Ligen schon ihren Urlaub angetreten und reisten ohne große Vorbereitung an. Dennoch gelang den Dänen die bis dahin größte Überraschung und sie gewannen im Finale gegen Weltmeister und Rekordeuropameister Deutschland den Titel.

## Spieler mit den meisten Einsätzen bei Europameisterschaften

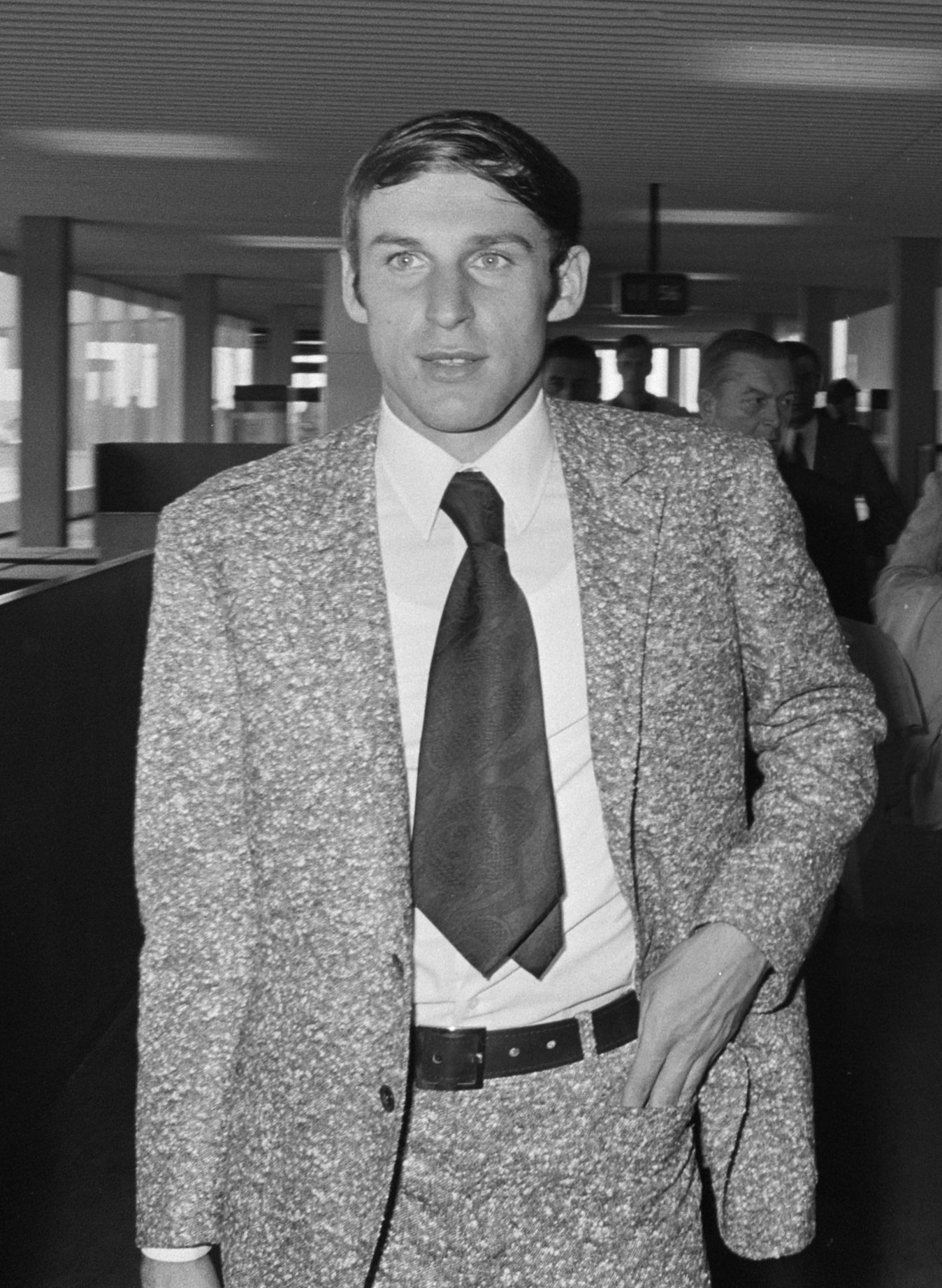
Dragan Džajić (1970), jugoslawischer Spieler mit den meisten EM-Einsätzen und -Toren

| Spiele | Spieler        | Jahr (Spiele)      |
| ------ | -------------- | ------------------ |
| 5      | Dragan Džajić  | 1968 (3), 1976 (2) |
| 4      | Jovan Aćimović | 1968 (2), 1976 (2) |
| 3      | 16 Spieler     |                    |
| 2      | 24 Spieler     |                    |
| 1      | 12 Spieler     |                    |

Stand: 1. Juli 2012

## Spieler mit den meisten Toren bei Europameisterschaften
| Tore | Spieler         | Jahr (Tore)        |
| ---- | --------------- | ------------------ |
| 4    | Dragan Džajić   | 1968 (2), 1976 (2) |
| 2    | Dražan Jerković | 1960 (2)           |
|      | Milan Galić     | 1968 (2)           |
| 1    | 6 Spieler       |                    |

Stand: 1. Juli 2012

## Bei Europameisterschaften gesperrte Spieler
Kein Jugoslawe wurde bei EM-Endrunden vom Platz gestellt.

## Anteil der im Ausland spielenden Spieler im EM-Kader
Legionäre wurden nur für die letzten beiden Kader berufen, stellten dort aber auch die Minderheit.
| Jahr (Spiele) | Anzahl (Länder)                                     | Spieler (Einsätze)                                                                |
| ------------- | --------------------------------------------------- | --------------------------------------------------------------------------------- |
| 1960 (2)      | 0                                                   |                                                                                   |
| 1968 (3)      | 0                                                   |                                                                                   |
| 1976 (2)      | 4 (1 in Belgien, 2 in Deutschland, 1 in Frankreich) | Enver Hadžiabdić (0); Branko Oblak (2), Danilo Popivoda (2); Josip Katalinski (2) |
| 1984 (3)      | 1 (in Frankreich)                                   | Safet Sušić (3)                                                                   |

Stand: 1. Juli 2012

## Rekorde
- Das torreichste Spiel: 9 Tore im Halbfinale 1960 Jugoslawien – Frankreich 5:4
- Das erste Tor bei einer Endrunde: Milan Galić in der 11. Minute des Spiels Frankreich – Jugoslawien am 6. Juli 1960
- Einzige Mannschaft, die in keinem Finale eine Verwarnung erhielt.

### Negativrekorde
- Die längste Niederlagenserie: 6 Spiele verlor Jugoslawien hintereinander in den Jahren 1968–1984.
- Höchste Niederlagen in Gruppenspielen: Jugoslawien – Dänemark  und Belgien – Frankreich (1984) sowie Bulgarien – Schweden (2004) – alle 0:5

## Spiele
Jugoslawien bestritt zehn EM-Spiele, davon wurden zwei gewonnen, sieben wurden verloren und eins endete remis. Vier Spiele mussten verlängert werden. Davon wurde eins wiederholt und drei in der Verlängerung verloren.
Jugoslawien hatte zwei Heimspiele.
Jugoslawien bestritt zweimal das erste Spiel, spielte viermal gegen den Gastgeber (davon ein Wiederholungsspiel) und viermal gegen den späteren Europameister. Zweimal wurde gegen den amtierenden Weltmeister und einmal gegen den amtierenden Olympiasieger gespielt.
- Gegen kein Land gelang der höchste Sieg bei einem EM-Turnier.

- Nur gegen ein Land kassierte die jugoslawische Mannschaft ihre höchste Niederlage bei einem EM-Turnier:
  -  Dänemark: Vorrunde 1984 0:5 (erste Niederlage gegen Dänemark)

| Alle EM-Spiele |            |           |             |   |                                              |                         |                                      |
| Nr.            | Datum      | Ergebnis  | Gegner      |   | Austragungsort                               | Anlass                  | Bemerkungen                          |
| 1              | 06.07.1960 | 5:4       | Frankreich  | A | Paris (FRA), Parc des Princes                | Halbfinale              |                                      |
| 2              | 10.07.1960 | 1:2 n. V. | UdSSR       | * | Paris (FRA), Parc des Princes                | Finale                  | Gegner ist amtierender Olympiasieger |
| 3              | 05.06.1968 | 1:0       | England     | * | Florenz (ITA), Stadio Comunale               | Halbfinale              | Gegner ist amtierender Weltmeister   |
| 4              | 08.06.1968 | 1:1 n. V. | Italien     | A | Rom (ITA), Stadio Olimpico                   | Finale                  |                                      |
| 5              | 10.06.1968 | 0:2       | Italien     | A | Rom (ITA), Stadio Olimpico                   | Finalwiederholungsspiel |                                      |
| 6              | 17.06.1976 | 2:4 n. V. | BRD         | H | Belgrad, Stadion Crvena Zvezda               | Halbfinale              | Gegner ist amtierender Weltmeister   |
| 7              | 19.06.1976 | 2:3 n. V. | Niederlande | H | Zagreb, Stadion Maksimir                     | Spiel um Platz 3        |                                      |
| 8              | 13.06.1984 | 0:2       | Belgien     | * | Lens (FRA), Stade Félix Bollaert             | Gruppenspiel            |                                      |
| 9              | 16.06.1984 | 0:5       | Dänemark    | * | Lyon (FRA), Stade de Gerland                 | Gruppenspiel            |                                      |
| 10             | 19.06.1984 | 2:3       | Frankreich  | A | Saint-Étienne (FRA), Stade Geoffroy Guichard | Gruppenspiel            |                                      |